# Hjalmar Neovius
Nils Hjalmar Neovius, född 21 mars 1877 i Joensuu, död 27 februari 1960 i Helsingfors, var en finländsk jurist.
Neovius fick titel vicehäradshövding 1903. Han tjänstgjorde från 1904 vid Viborgs hovrätt men avskedades och fängslades 1913, då han vägrade att tillämpa den så kallade likställighetslagen som ryska myndigheter påbjudit. Han var 1914–1917 advokat i Viborg och kunde återuppta sin tjänst i hovrätten efter Februarirevolutionen 1917. Följande år utsågs han till ledamot av Högsta domstolen och var dess president 1940–1945. Sistnämnda ämbete lämnade han sedan han förordnats till ordförande i den på politiska grunder inrättade krigsansvarighetsdomstolen. Han utnämndes till juris hedersdoktor 1948. 